# Skidskytte vid paralympiska vinterspelen 2010
Skidskytte vid paralympiska vinterspelen 2010 genomfördes 13 mars och 17 mars 2010 i Whistler, British Columbia.

## Herrar[1]

### 2x2,4 km, sittande
Tävlingsdag: 13 mars
| Medalj | Person        | Land     | Tid     |
| ------ | ------------- | -------- | ------- |
| 1      | Irek Zaripov  | Ryssland | 9:51.0  |
| 2      | Jurij Kostjuk | Ukraina  | 10:38.9 |
| 3      | Andy Soule    | USA      | 10:53.1 |

### 2x3 km stående
Tävlingsdag: 13 mars
| Medalj | Person               | Land     | Tid     |
| ------ | -------------------- | -------- | ------- |
| 1      | Kirill Michajlov     | Ryssland | 10:32.2 |
| 2      | Nils Erik Ulset      | Norge    | 10:51.3 |
| 3      | Hryhorij Vovtjynskyj | Ukraina  | 10:58.9 |

### 2x3 km synskadade
Tävlingsdag: 13 mars
| Medalj | Person             | Land        | Tid     |
| ------ | ------------------ | ----------- | ------- |
| 1      | Vitalij Lukjanenko | Ukraina     | 10:54.3 |
| 2      | Nikolaj Poluchin   | Ryssland    | 11:09.2 |
| 3      | Vasili Shaptsiaboi | Vitryssland | 11:16.0 |

### 12,5 km, sittande
Tävlingsdag: 17 mars
| Medalj | Person           | Land     | Tid     |
| ------ | ---------------- | -------- | ------- |
| 1      | Irek Zaripov     | Ryssland | 42:22.4 |
| 2      | Vladimir Kiselev | Ryssland | 42:29.9 |
| 3      | Roman Petusjkov  | Ryssland | 43:11.0 |

### 12,5 km, stående
Tävlingsdag: 17 mars
| Medalj | Person               | Land     | Tid     |
| ------ | -------------------- | -------- | ------- |
| 1      | Nils Erik Ulset      | Norge    | 38:29.4 |
| 2      | Hryhorij Vovtjynskyj | Ukraina  | 39:28.5 |
| 3      | Josef Giesen         | Tyskland | 41:25.0 |

### 12,5 km, synskadade
Tävlingsdag: 17 mars
| Medalj | Person             | Land     | Tid     |
| ------ | ------------------ | -------- | ------- |
| 1      | Wilhelm Brem       | Tyskland | 38:28.6 |
| 2      | Nikolaj Poluchin   | Ryssland | 38:32.7 |
| 3      | Vitalij Lukjanenko | Ukraina  | 38:55.5 |

## Damer[1]

### 2x2,4 km, sittande
| Medalj | Person            | Land     | Tid     |
| ------ | ----------------- | -------- | ------- |
| 1      | Olena Jurkovska   | Ukraina  | 9:55.5  |
| 2      | Marija Iovleva    | Ryssland | 10:12.6 |
| 3      | Ljudmyla Pavlenko | Ukraina  | 10:20.7 |

### 2x3 km stående
Tävlingsdag: 13 mars
| Medalj | Person           | Land     | Tid     |
| ------ | ---------------- | -------- | ------- |
| 1      | Anna Burmistrova | Ryssland | 11:24.1 |
| 2      | Maija Löytynöja  | Finland  | 12:59.8 |
| 3      | Alena Gorbunova  | Ryssland | 13:25.1 |

### 2x3 km synskadade
Tävlingsdag: 13 mars
| Medalj | Person           | Land     | Tid     |
| ------ | ---------------- | -------- | ------- |
| 1      | Verena Bentele   | Tyskland | 12:51.8 |
| 2      | Ljubov Vasiljeva | Ryssland | 13:23.4 |
| 3      | Michalina Lysova | Ryssland | 13:40.8 |

### 10 km, sittande
Tävlingsdag: 17 mars
| Medalj | Person          | Land     | Tid     |
| ------ | --------------- | -------- | ------- |
| 1      | Marija Iovleva  | Ryssland | 38:46.6 |
| 2      | Olena Jurkovska | Ukraina  | 39:07.8 |
| 3      | Andrea Eskau    | Tyskland | 39:54.2 |

### 12,5 km, stående
Tävlingsdag: 17 mars
| Medalj | Person                  | Land     | Tid     |
| ------ | ----------------------- | -------- | ------- |
| 1      | Oleksandra Kononova     | Ukraina  | 46:01.4 |
| 2      | Anna Burmistrova        | Ryssland | 48:04.0 |
| 3      | Julija Batenkova-Bauman | Ukraina  | 48:22.5 |

### 12,5 km synskadade
Tävlingsdag: 17 mars
| Medalj | Person           | Land     | Tid     |
| ------ | ---------------- | -------- | ------- |
| 1      | Verena Bentele   | Tyskland | 43:57.3 |
| 2      | Ljubov Vasiljeva | Ryssland | 46:59.4 |
| 3      | Michalina Lysova | Ryssland | 47:59.1 |